# Liste der Monuments historiques in Montigny-Montfort
Die Liste der Monuments historiques in Montigny-Montfort führt die Monuments historiques in der französischen Gemeinde Montigny-Montfort auf.

## Liste der Immobilien
| Bezeichnung         | Beschreibung                          | Standort                        | Kennzeichnung | Schutzstatus | Datum | Bild           |
| ------------------- | ------------------------------------- | ------------------------------- | ------------- | ------------ | ----- | -------------- |
| Château de Montfort | Ruine einer Burg des 13. Jahrhunderts | Montfort, rue du Château (Lage) | PA00112553    | Inscrit      | 1925  | weitere Bilder |

## Liste der Objekte
| Bezeichnung                                                                      | Beschreibung                                                                   | Standort                                 | Kennzeichnung | Schutzstatus | Datum | Bild |
| -------------------------------------------------------------------------------- | ------------------------------------------------------------------------------ | ---------------------------------------- | ------------- | ------------ | ----- | ---- |
| Drei Reliefs im Chorraum: Letztes Abendmahl, Christus am Ölberg und Kreuzabnahme | Stuck, 18. Jahrhundert                                                         | Montigny, in der Kirche St-Martin (Lage) | PM21001556    | Classé       | 1976  |      |
| Zwei Seitenaltäre                                                                | jeweils Nischenretabel, mehrere Skulpturen und Reliefs; Stuck, 18. Jahrhundert | Montigny, in der Kirche St-Martin (Lage) | PM21001557    | Classé       | 1976  |      |
| Grabstein für Nicolas Suchon                                                     | Kalkstein, bezeichnet 1621                                                     | Montfort, in der Kapelle St-Denis (Lage) | PM21001559    | Classé       | 1976  |      |
| Skulptur Heiliger Dionysius                                                      | Kalkstein, 16. Jahrhundert                                                     | Montfort, in der Kapelle St-Denis (Lage) | PM21001560    | Classé       | 1976  |      |
| Kruzifix                                                                         | Holz, farbig gefasst, 17. Jahrhundert                                          | Villiers, in der Kapelle St-Jean (Lage)  | PM21003546    | Inscrit      | 1975  |      |
| Kanzel                                                                           | Holz, 17. Jahrhundert                                                          | Montigny, in der Kirche St-Martin (Lage) | PM21003587    | Inscrit      | 1976  |      |
| Glocke                                                                           | Bronze, 1535 gegossen                                                          | Montfort, in der Kapelle St-Denis (Lage) | PM21001558    | Classé       | 1913  |      |
| Skulptur Johannes Evangelist                                                     | Aufsatz eines Prozessionsstabs; Holz, farbig gefasst, 18. Jahrhundert          | Villiers, in der Kapelle St-Jean (Lage)  | PM21003547    | Inscrit      | 1975  |      |